# توماس د. رايت
توماس د. رايت (بالإنجليزية: Thomas D. "Tommy" Wright)‏ هو شخصية أعمال وسياسي أمريكي، ولد في 16 يناير 1956. حزبياً، نشط في الحزب الديمقراطي. وقد انتخب عضو مجلس نواب لويزيانا.